# Schloss Eicherhof

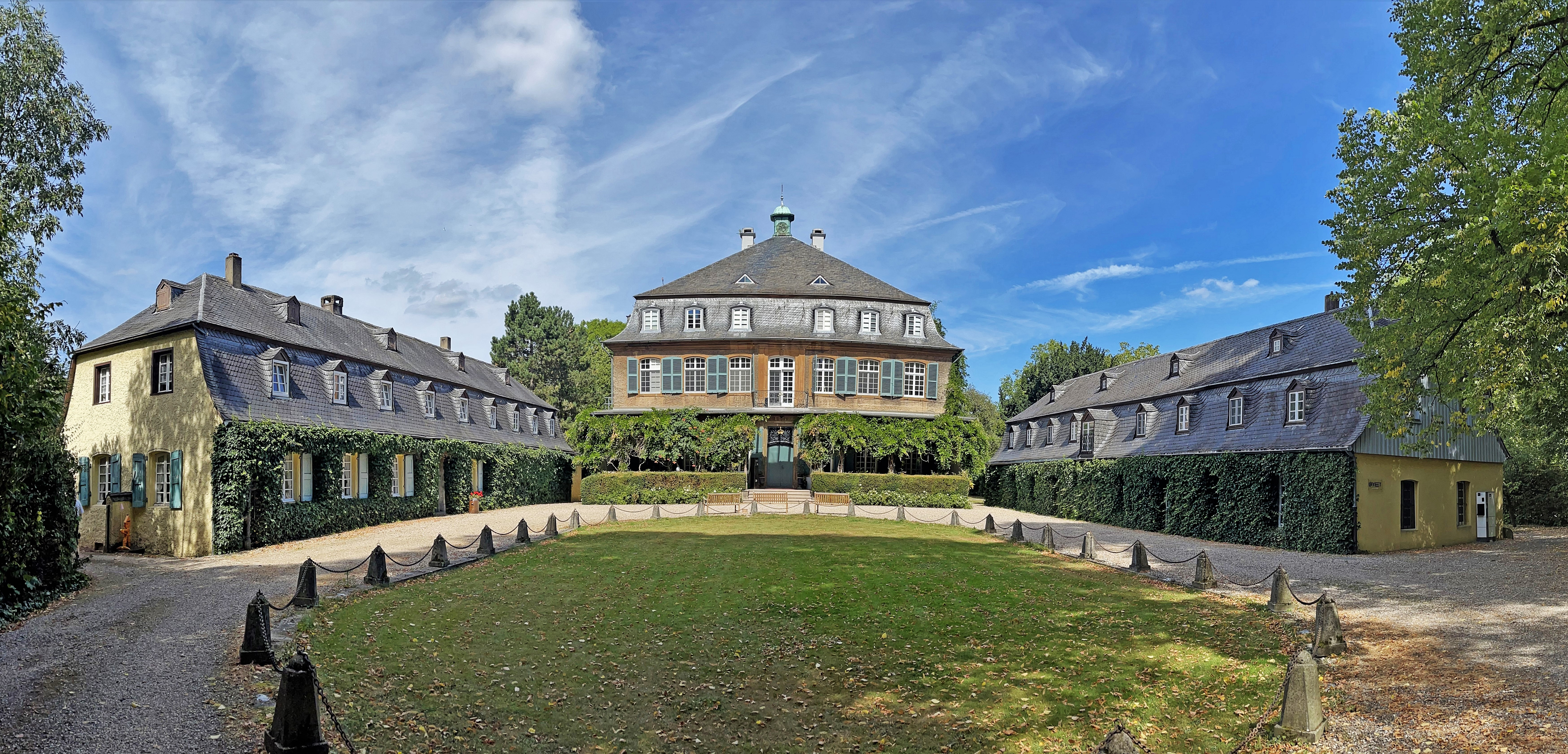
Schloss Eicherhof

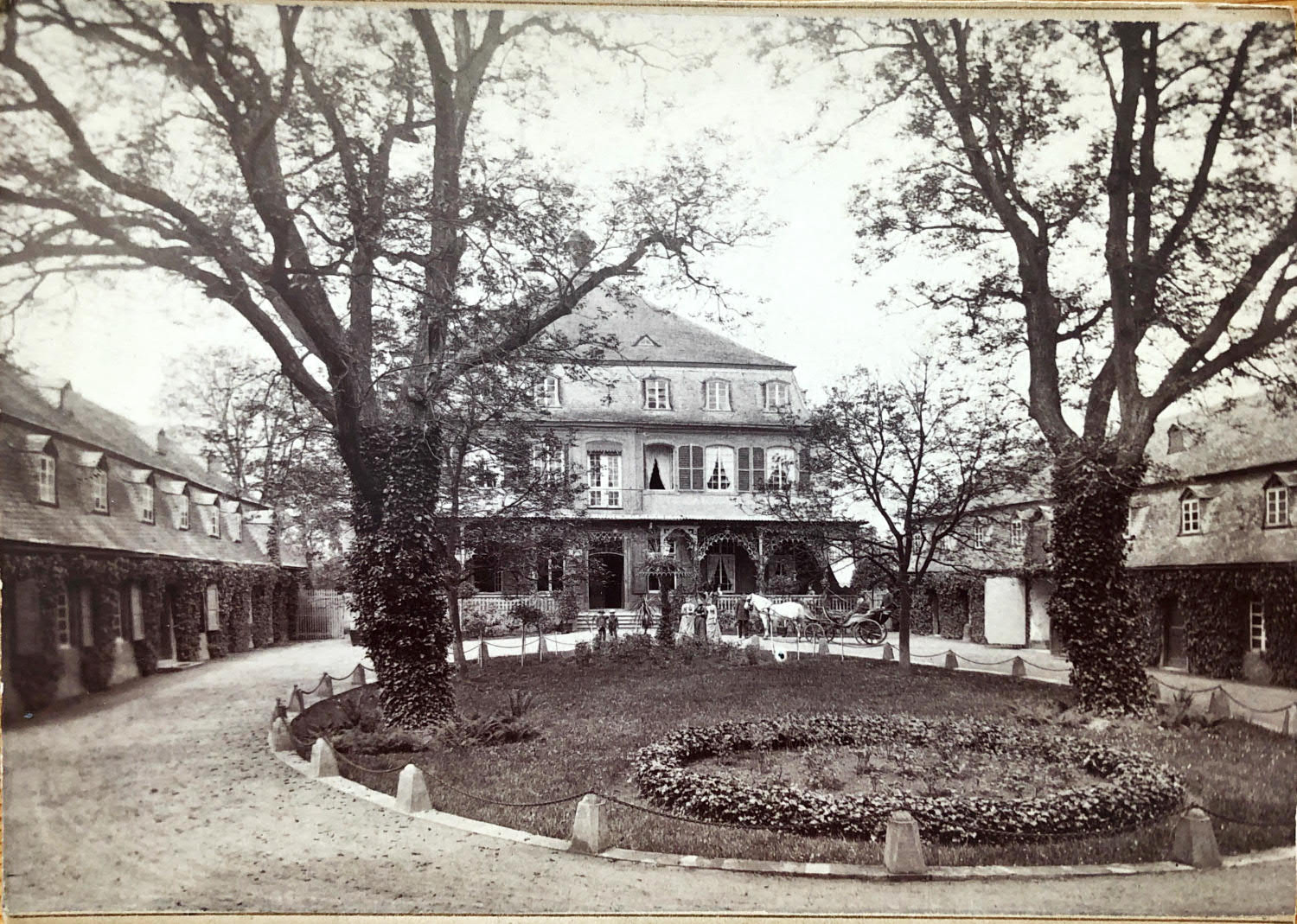
Haus Eicherhof (um 1897)

Schloss Eicherhof (eigentlich Haus Eicherhof) ist ein 1762/63 nach dem herrschenden französischen Baugeschmack errichtetes Gutshaus in Leichlingen (Rheinland). In unmittelbarer Nachbarschaft befindet sich die Villa Weyermann.
Bauherr war Jacob Wilhelm Behagel Edler v. Hack, der den Grund von seinem Onkel, dem Kölner Bankier Wilhelm Hack, geerbt hatte. Dieser hatte dort seit 1715 zwei Kupferhämmer betrieben, die für die Münze in Düsseldorf die Rohlinge herstellte. Der heutige Straßenname Am Hammer weist darauf hin.
1811 wurde das Gutshaus und das südlich angrenzende Gebiet von dem Elberfelder Kaufmann Johann Friedrich Wülfing (1780–1842) erworben, der Anfang des 19. Jahrhunderts durch zahlreiche Käufe großen Grundbesitz im Bergischen Land erwarb und allein in Leichlingen vier Höfe und umfangreichen Waldbesitz besaß. Wülfing genoss hohes Ansehen, war Mitglied im Conseil General des Département Rhein und Gastgeber der Könige Jérôme von Westphalen und Friedrich Wilhelm III. von Preußen, als diese in Elberfeld weilten.
Im Erbwege gingen Wülfings Leichlinger Besitzungen an seine Tochter Emma Schniewind geb. Wülfing und von ihr 1881 an die Familien ihrer Töchter Emma Weyermann und Helene Boeddinghaus. Die Erbin des Eicherhofes war mit dem Geheimen Kommerzienrat Wilhelm Boeddinghaus verheiratet, der auch Präsident der Elberfelder Handelskammer war. Die in Leichlingen befindliche Heilklinik Roderbirken geht auf eine Stiftung von Wilhelm Boeddinghaus an die Rheinischen Volksstätten zurück. Von den nachfolgenden Besitzern führte besonders seine Schwiegertochter Alice Boeddinghaus geb. Baum ein weltoffenes Haus mit manchem prominenten Gast wie Edward Prince of Wales im Jahre 1919.
Der Eicherhof blieb bis Ende des 20. Jahrhunderts im Besitz der Familie Boeddinghaus. Heute ist Schloss Eicherhof Geschäftssitz mehrerer Unternehmen und Veranstaltungsort für Tagungen, Trauungen und anderer Feste.
Haus Eicherhof wurde nach dem französischen Baugeschmack des ausgehenden 18. Jahrhunderts errichtet. Das Herrenhaus ist zweigeschossig mit einem Mansarddach und Dachreiter. Zwei Remisen flankieren den Vorplatz. Auf dem Vorplatz befindet sich ein mit Ketten eingefasstes Rosenrondell, das genauso wie der frühere Schlosspark von Emma Schniewind geb. Wülfing angelegt wurde.